# Coreobagrus ichikawai
Coreobagrus ichikawai är en fiskart som beskrevs av Okada och Kubota, 1957. Coreobagrus ichikawai ingår i släktet Coreobagrus och familjen Bagridae. IUCN kategoriserar arten globalt som sårbar. Inga underarter finns listade i Catalogue of Life.